# عين القنطرة
عين القنطرة بلدة سورية تتبع كنسبا التابعة لمنطقة الحفّة في محافظة اللاذقية.